# Sociální status
Sociální status (sociální postavení člověka nebo jiného tvora ve společnosti) je pozice v sociální struktuře. Status může stejně tak nést i skupina – etnická skupina, rodina, zvířecí smečka apod. Status vymezuje práva a povinnosti jedince ve vztahu k ostatním jedincům a zároveň také formuje očekávání, která může okolí mít od držitele statusu v určitých situacích. Vztah mezi různými sociálními statusy vymezuje sociální role.
V moderní společnosti je sociální status ovlivněn zejména dosaženým vzděláním, příjmem, vlastnictvím, sociálním oceněním vykonávané profese, podílem na moci a rozhodováním a dalšími faktory.
Lze se setkat i se situací, kdy je pro status určující např. fyzická síla, vědomosti, řečnické schopnosti či účast ve vlivných kruzích. V rámci jedné společnosti mohou být také odlišná měřítka pro posuzování statusu. V uměleckých kruzích nelze většinou budovat status na stejných předpokladech jako v gangu mladistvých a voják z povolání vysoce oceňovaný svými kolegy může mít problémy, dostane-li se nedopatřením mezi intelektuály.

## Sociální status podle Jadwigy Šanderové
Jadwiga Šanderová vysvětluje sociální status na příkladu restaurace. Tvrdí, že sociální strukturu restaurace netvoří vztahy mezi konkrétním číšníkem (pan Modrý) a manželi Zelenými (hosté restaurace), ale vztahy mezi číšníkem a hosty. Sociální systém restaurace tedy netvoří konkrétní lidé, ale jejich pozice, tzv. sociální statusy. V použitém příkladu jsou to statusy host a číšník. Každý status je určen konkrétními právy, povinnostmi a očekávaným chováním. Tato práva, povinnosti a očekávané chování, které jsou k určitému statusu navázány, se nazývá role. Role, která je k danému statusu navázána, vymezuje vztah, jeho práva a povinnosti, k ostatním statusům daného systému.
Vztahy mezi jednotlivými statusy daného systému jsou vzájemné. V příkladu, který Šanderová použila, je například dáno, že statusu hosta je dáno právo dostat sklenici vody naplněnou až po vyznačenou rysku, a status číšníka má tedy povinnost zajisti, aby host nedostal sklenici poloprázdnou. Naopak povinností hosta je za služby zaplatit danou cenu, a číšníka to opravňuje vymáhat tuto částku. Od hostů se dále například očekává, že hosté budou dodržovat pravidla slušného chování a od číšníka se očekává, že nebude bez vyzvání vstupovat do rozhovoru hostů. Očekávané chování je pouze pod neformální kontrolou.  

## Dělení
Sociální status se dělí na vrozený, připsaný (askriptivní) a získaný.
- Vrozený status je založen například na našich tělesných vlastnostech (postava, tělesné dispozice, krása, inteligence), nemůžeme ho ovlivnit prakticky vůbec. V některých společnostech může být překážkou sociální mobility.

- Askriptivní sociální status je postavení přidělené společností v důsledku sociálních okolností (například dědictví nebo šlechtický predikát apod.). Představuje koncentrované sociální dědictví, které může znevýhodňovat nebo zvýhodňovat nositele, přičemž je nositel může ovlivnit jen málo nebo vůbec ne.

- Získaný status je výsledkem našeho celoživotního snažení. Odvíjí se od toho, co jsme se naučili a čeho jsme dosáhli vlastní pílí. Příkladem je pozice řečníka, sportovce a absolventa vysoké školy. Zaměstnání je získaným statusem jen za předpokladu, že jsme pro jeho dosažení museli splnit nějaké schopnostní předpoklady.

Někdy se rozlišuje i status přechodný či vnucený.
Pro označení toho atributu statusu, který dominuje nad ostatními a determinuje tak obecnou pozici svého nositele ve společnosti se užívá pojmu master status.

### Další dělení
Kategorii získaného statusu je možno popsat pomocí několika vzájemně propojených ukazatelů, proto bývá často označována jako syntetický status.
Další způsob dělení může rozlišovat status subjektivní, tedy kam jedinec zařazuje sám sebe, a status objektivní, kam jej řadí okolí. Dále existuje dělení na status aktuální a latentní. Aktuální přímo souvisí s rolí vykonávanou v dané konkrétní situaci, zatímco latentní jsou ty, které pro danou situací nemají význam. (Např. lékaře, jenž nás ošetřuje, neoceňujeme v dané chvíli podle jeho statusu rodinného či politického.)

### Řídicí statusy
Řídicí statusy nejvíce ovlivňují postavení jedince, jeho interakci a vztahy s ostatními. Ovlivňují očekávání ostatních ve vztahu ke schopnostem a vlastnostem jednotlivce.
Mají podstatný vliv na dosažené vzdělání, výběr profese nebo životní styl.
Příkladem může být věk, pohlaví, etnikum, jazyk, či rasa.

## Příjem a status
Paradoxy statusu jsou takové situace, kdy nastává statusově - příjmová nerovnováha, sociální pozice jednotlivce má pozitivní i negativní vliv na jeho či její sociální status. Například lékař může mít respekt a prestiž, což jeho status zvyšuje, ale může mít zároveň nízký příjem, což ho naopak snižuje.

## Sociální mobilita
Sociální status jednotlivce může být změněn skrze proces sociální mobility. Sociální mobilita je změna pozice ve stratifikačním systému, tedy přechod jednotlivce z jedné sociální vrstvy nebo skupiny do jiné. Posun může být směrem nahoru (např. povýšení v práci) nebo směrem dolů (např. ztráta zaměstnání).[4] Zdrojem sestupné mobility může být například rušení pracovních míst, z čehož plyne, že lidé ve středním věku, v lepším případě, seženou hůře placené místo, nebo se stanou dlouhodobě nezaměstnanými. Mobilita, při níž lidé nejsou schopni pokračovat ve svém dosavadním životním stylu, kvůli psychickým problémům a úzkostem se nazývá sestupná intragenerační mobilita.
- intragenerační mobilita – zobrazuje, jak výrazný posun nahoru, či dolů zaznamenal jedinec v průběhu své kariéry
- mezigenerační mobilita – k posunu dochází mezigeneračně (např. zda a do jaké míry zaujímají děti stejný typ zaměstnání jako jejich rodiče)

Sociální mobilita dovoluje jednotlivci změnit svůj sociální status na jiný, než do jakého se narodil a může se měnit vícekrát během života. Sociální mobilita je více obvyklá ve společnostech, kde jsou úspěch či výkon primárním základem sociálního statusu.
V souvislosti se sociální mobilitou byla v roce 1959 vypracována mezinárodní studie, ve které autoři Seymour Martin Lipset a Reinhard Bendix analyzovali data z devíti industrializovaných zemí (Velká Británie, SRN, Francie, Švédsko, Švýcarsko, Japonsko, Itálie, Dánsko a USA). Ve své studii se zaměřili především na mobilitu mužů z dělnických profesí do zaměstnání v administrativě. Překvapením této studie bylo, že v případě Spojených států se neukázalo, že by z hlediska mobility byly otevřenější než evropské společnosti. Konkrétně mobilita ve Spojených státech představovala 30 %, naproti tomu v ostatních zemích se pohybovala mezi 27 a 31 %. Autoři studie z toho vyvodili závěr, že co se expanze administrativního sektoru týče, dochází ve všech industrializovaných zemích ke stejným změnám. Jiní autoři však této studii vytýkali, že by se dalo dojít ke zcela jiným závěrům v případě, kdy by se zaměřili na sestupnou mobilitu nebo na mobilitu z dlouhodobého hlediska. 
S větší mírou subjektivity na mobilitu nahlíželi Gordon Marshall a David Firth ve svém průzkumu  z roku 1999, uskutečněném v deseti zemích světa (Bulharsko, Česká republika, Slovensko, Estonsko, Německo, Polsko, Slovinsko, Rusko, USA a Velká Británie). Ve své práci se snažili postihnout subjektivní pocity zúčastněných, kteří prošli změnou třídní příslušnosti. Tato studie však neukázala žádné výraznější změny ve spokojenosti respondentů v souvislosti s jejich posunem na třídním žebříčku, ať už vzestupně, či sestupně.

### Gender a sociální mobilita
Postupem času se pozornost z hlediska sociální mobility začíná přesouvat z mužů také na ženy, které při ucházení se o pracovní místa mnohdy čelili a stále ještě čelí diskriminaci ze strany zaměstnavatelů. Hlavním důvodem je obava zaměstnavatelů, že ženy se založením rodiny opustí svou pracovní pozici a půjdou se starat o domácnost. Problémem však je, že ženy jsou mnohdy k tomuto rozhodnutí dotlačeny, vzhledem k tomu, že muži nejsou ochotni vzdát se své pozice a přijmout zodpovědnost za péči o děti a činnosti k tomu náležící.
Na základě výzkumu Twenty Something in the 90s (Dvacátníci v 90. letech), který sledoval životy 9000 Britů a Britek narozených ve stejném týdnu v roce 1970, bylo mimo jiné zjištěno, že již dospělé ženy, které byly účastny průzkumu, mely mnohem více možností, než ženy v dřívějších generacích. Změny se týkaly například toho, že ženy měly stejné šance dostat se na vysokou školu, jako muži a posléze si byly také schopné najít stejně dobře platově ohodnocenou práci, jako jejich mužští protějšci. 

## Teorie Pierra Bourdieu o třídním vymezení
Z hlediska třídního vymezení rozlišuje francouzský sociolog P. Bourdieu 4 formy kapitálu, a to ekonomický, kulturní, sociální a symbolický. Tyto formy kapitálu spolu podle Bourdieu mohou být provázány a vlastnictvím jedné, můžeme přispět k nabití ostatních.
Ekonomický kapitál, který představuje hmotné statky, jako například nemovitý majetek nebo příjem jedince, vnímá Bourdieu jako významný aspekt sociální třídy, avšak ne nejdůležitější. Tvrdí, že na rozdíly mezi jednotlivci ve společnosti působí daleko více než ekonomické faktory, faktory spojené s kulturním kapitálem.
Do kulturního kapitálu řadí vzdělání, rekreační aktivity nebo kulturní vyžití. Se stále se rozšiřující spotřebitelskou základnou však roste i aktivita nejrůznějších producentů služeb, jakožto módních návrhářů, výživových poradců, terapeutů atd., kteří mají vliv na preference spotřebitelů a mohou do značné míry ovlivnit i směr, kterým se bude ubírat jejich životní styl. Preferovaný životní styl, je podle Bourdieu jedním z klíčových třídních indikátorů.
Dalším indikátorem sociální třídy je sociální kapitál, do kterého spadá síť přátel a kontaktů, které má jedinec k dispozici.
Poslední formou kapitálu, kam by patřilo například dobré jméno jedince, označuje Bourdieu jako symbolický kapitál..
Dle P. Bourdie každá skupina ve společnosti přikládá různý význam hodnotám a vlastnostem, se kterými se v životě můžeme setkat. Přitom se tímto souborem vymezuje, je jím charakterizována, určuje to její status. Jedinci z vyšších vrstev se svými specifickými preferencemi snaží odlišit od ostatních. Nižší třídy přejímají návyky od privilegovaných vrstev, jejich jednání je jim vzorem. Životní preference se potom předávají nové generaci již v útlém věku. Bourdieu v tomto směru vyzdvihuje roli sociálního původu nad ekonomický i sociální kapitál. Nezáleží tedy až tak na situaci, v jaké se v životě ocitneme, jako především na tom, do jakého prostředí jsme se narodili. P. Bourdieu zmiňuje speciálně záliby v jídle, kulturní zájmy a prezentování sebe sama jako tři kategorie, které jsou každé skupině specifické. Uvádí například, že chudé vrstvy volí pro své stravování spíše kvantitu méně kvalitních potravin, zatímco v bohatých rodinách je naopak obvyklá konzumace přírodních či exotických jídel. Dle P. Bourdieu se tedy připsaný status nejvíce odráží v každodenní volbě u všedních záležitostí.[5] Každý člověk si v raném věku osvojí životní návyky svého nejbližšího okolí, které potom praktikuje nehledě na proměnlivou ekonomickou situaci.

## Funkcionalistické pojetí sociální stratifikace
Funkcionalistické pojetí, k jehož nejvýznamnějším představitelům patří Talcott Parsons vnímá společnost jako systém, jenž je rozdělen do jednotlivých částí zajišťujících jeho přežití. Společnost je tvořena sociálními statusy, které lze rozčlenit dle:
- Důležitosti pro společnost
- Množství práce a talentu, který je vyžadován od osob, které mají tento status obsadit.

Pro existenci společnosti v tomto pojetí jsou podstatné zejména tři základní funkce:
1. Vymezení a podpora hodnot a cílů: Definici hodnot a jejich udržování je přisuzováno zejména náboženství. Jeho představitelem jsou pak duchovní.
2. Podpora normativního systému: Je úzce spojena s řízením společnosti, plánováním a řešením konfliktů. Tuto funkci plní politici, diplomaté či vrstva manažerů.
3. Hledání prostředků k dosahování cílů: Probíhá prostřednictvím vědy, výzkumu či výuky.

Stratifikace a existence sociálních nerovností slouží k obsazování jednotlivých pozic kvalifikovanými jedinci. Stratifikace je motivačním systémem, ve kterém se motivace liší dle zájmu o konkrétní pozici, prestiže, která je s ní spojená či míry potřebného vzdělání.

## Tři dimenze stratifikace podle Maxe Webera
Německý sociolog Max Weber přišel s teorií, která předkládá, že stratifikace je založena na třech faktorech: majetku, prestiži a moci. Tvrdil, že sociální stratifikace je výsledkem interakce těchto faktorů. Přesto vlastnictví některého z faktorů nezaručuje dosažení ostatních z nich.
- Bohatství odkazuje na materiální vlastnictví jednotlivce a jeho životní šance. Když někdo má kontrolu nad majetkem, tak má zároveň moc nad ostatními a může využít majetek k jeho vlastnímu prospěchu.
- Prestiž je také významným faktorem v určovaní místa jednotlivce ve stratifikačním systému. Jsou ale povolání, která jsou přes svou vysokou prestiž finančně málo ohodnocená (např. učitel).
- Moc dává jednotlivci možnost nebrat ohled na vůli ostatních lidí při prosazování svých rozhodnutí. Existují ovšem profese s vysokou mírou moci (např. státní správa), která neodpovídá majetku, který tito lidé mají.

## Status a role
Status a role odráží určitou společenskou pozici a strukturu.
Statusu je přiřazována určitá společenská prestiž, zatímco role je spojena s určitými kulturními vzorci chování, které jsou od daného jedince očekávány.
Společenský status se dělí na :
- Vrozený status (pohlaví, rasa)[4]
- Získaný status (sociální aktivita, povolání)[5]
- Připsaný status (věk, socioekonomická pozice)[5]

Ke každému společenskému statusu jsou připisována určitá práva a povinnosti. V každé kultuře se projevuje dualismus mužského a ženského pohlaví, kterým jsou připisovány různé vlastnosti, práva a povinnosti, zvláště při zaopatřování a výchově dětí. P.R. Hofstater rozlišuje lidi podle výrobní, spotřební a rozmnožovací funkce. Podle T. M. Newcomba má každé organizované společenství určitou společenskou funkci.
Podle R. Lintona se i v nejprimitivnějších kulturách vyskytuje alespoň 5 následujících pozic:
1. Věk a pohlaví (dítě, dívka, mladý muž, mladá paní, starý muž, stará paní)
2. Profesionální pozice
3. Prestiž (extrémně: prezident – dělník)
4. Rodina
5. Asociativní skupina

Díky rolím lze očekávat chování druhých z podobných předchozích zkušeností. Rozlišujeme role dlouhodobé (otec, matka) a krátkodobé (cestující, host v restauraci). T. M. Newcomb rozlišuje společné (muž a žena) a role spojené s určitými statusy v rámci společenských skupin.
Pomocí sociální role se člověk socializuje a začleňuje se do společnosti. Podle dodržování nebo nedodržování  společenských rolí je jedinec pochválen a odměněn nebo trestán okolní společností.
Status a role se stávají důležitými hledisky sociálně psychologické a sociologické analýzy, neboť podle E. Benoit-Smullyana (1944) osoby s vysokým společenským statusem jsou:
- Předmětem obdivu
- Předmětem úcty
- Předmětem napodobování
- Středem přitažlivosti

## Socialistická a komunistická společnost
V různých společnostech se faktorům ovlivňujících význam sociálního statusu přikládá odlišná váha. Karl Marx vychází z dichotomického dělení společnosti na třídu vykořisťovatelů a třídu vykořisťovaných. V socialistické a komunistické společnosti se vlády snaží vyrovnat rozdíly jednotlivých tříd až do té míry, že vznikne beztřídní společnost. I v beztřídní společnosti se ale vyskytují určité nerovnosti ve statusu. Jsou to:
- Dělba práce
- Odborná schopnost
- Míra účasti na rozdělování materiálních i jiných statků
- Společenský vliv
- Životní styl a společenské kontakty
- Společenská prestiž

Oproti tomu v kapitalismu je společnost rozdělena v první řadě dle majetku, politického vlivu a na mnohem méně důležitých místech jsou práce a vzdělání.